# Nádherní z Borutína
Nádherní z Borutína (německy von Nadherny nebo Nadherny von Borutin) byli český rod patří mezi takzvanou rakouskou novou šlechtu. 
Z původně mlynářské rodiny vznikly dvě rodové linie, jejichž příslušníci dokázali přeměnit své schopnosti a získaný majetek i ve společenský a politický vliv. Obě linie byly během 19. století povýšeny do šlechtického stavu.

## Historie rodu

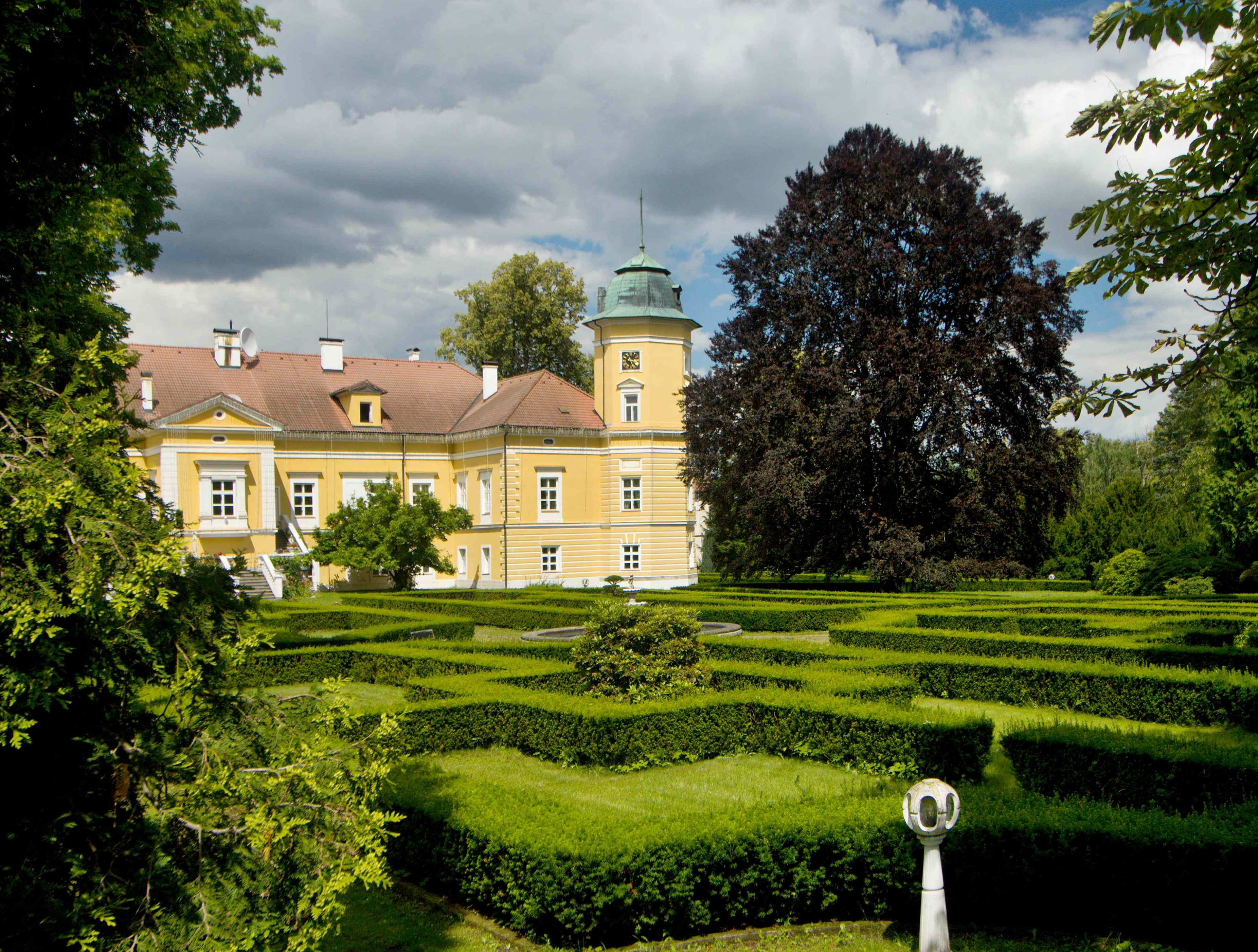
Zámek Chotoviny

Mlynář z Narysova u Příbrami Martin Nádherný (1672–1746) měl syny Bartoloměje (1727–1805) a Františka (1734–1804). Bartolomějův potomek Jan (1772–1860) nejprve podnikal v hutnictví a železářství a později se stal velkostatkářem. Jeho syn Ludvík Karel (1800–1868) získal roku 1865 rytířský titul s predikátem „Borutin". Jan (1772–1860), Ludvík Karel (1800–1868) a ještě i jeho syn Jan (narozen 1826) byli všichni předními členy c. k. vlastenecko-hospodářské společnosti.
Příslušníkům této „starší" větve patřila koncem 19. století řada statků v Čechách, například v Chotovinách, Horním Adršpachu, Měšicích a Vrchotových Janovicích. Jejich potomci se už věnovali spíše společenské a kulturní oblasti: Ervín Nádherný (1876–1944) psal básně a např. přeložil do němčiny Hálkovy Večerní písně. Jan Nádherný (1884–1913) byl známý jako sběratel uměleckých předmětů. Výraznou společenskou osobností 1. poloviny 20. století byla Sidonie Nádherná (1885–1950), poslední šlechtická majitelka zámku Vrchotovy Janovice.
Do této větve Nádherných z Borutína patřil i Oskar Nádherný (1871–1952), který s bratrem Ervínem (1876–1944) a jeho synem Ervínem ml. (1909–1985) byli v září 1939 signatáři Národnostního prohlášení české a moravské šlechty.
Předkem větve rodu Nádherných označované jako „mladší" byl František (1734–1804). Tato větev byla více zaměřená na činnosti spojené se službou státu. Ignác Florián Nádherný (1789–1867) byl vynikající lékař, stal se prezidentem lékařské fakulty, rektorem Karlo-Ferdinandovy univerzity a c. k. ministerským radou. Potomci této větve, v roce 1882 povýšené rovněž do stavu svobodných pánů, žili potom převážně v Rakousku a užívali jméno „von Nadherny".
Do šlechtického stavu byl rod povýšen roku 1838, rytířský titul s predikátem z Borutína (von Borutin) mu byl udělen roku 1865, stav svobodných pánů pak třem větvím rodiny v letech 1882 a 1898.

## Rodová sídla a majetky
- Adršpach (1828–1945)
- Borotín (hrad a hospodářský dvůr Starý zámek, 1829–1923)
- Chotoviny (1806–1945, zámek vrácen v restituci a pak prodán do soukromých rukou)
- Jistebnice (zámek, 1878–?)
- Měšice u Tábora (1891–1945)
- Vrchotovy Janovice (1879–1950, nyní majetek státu)

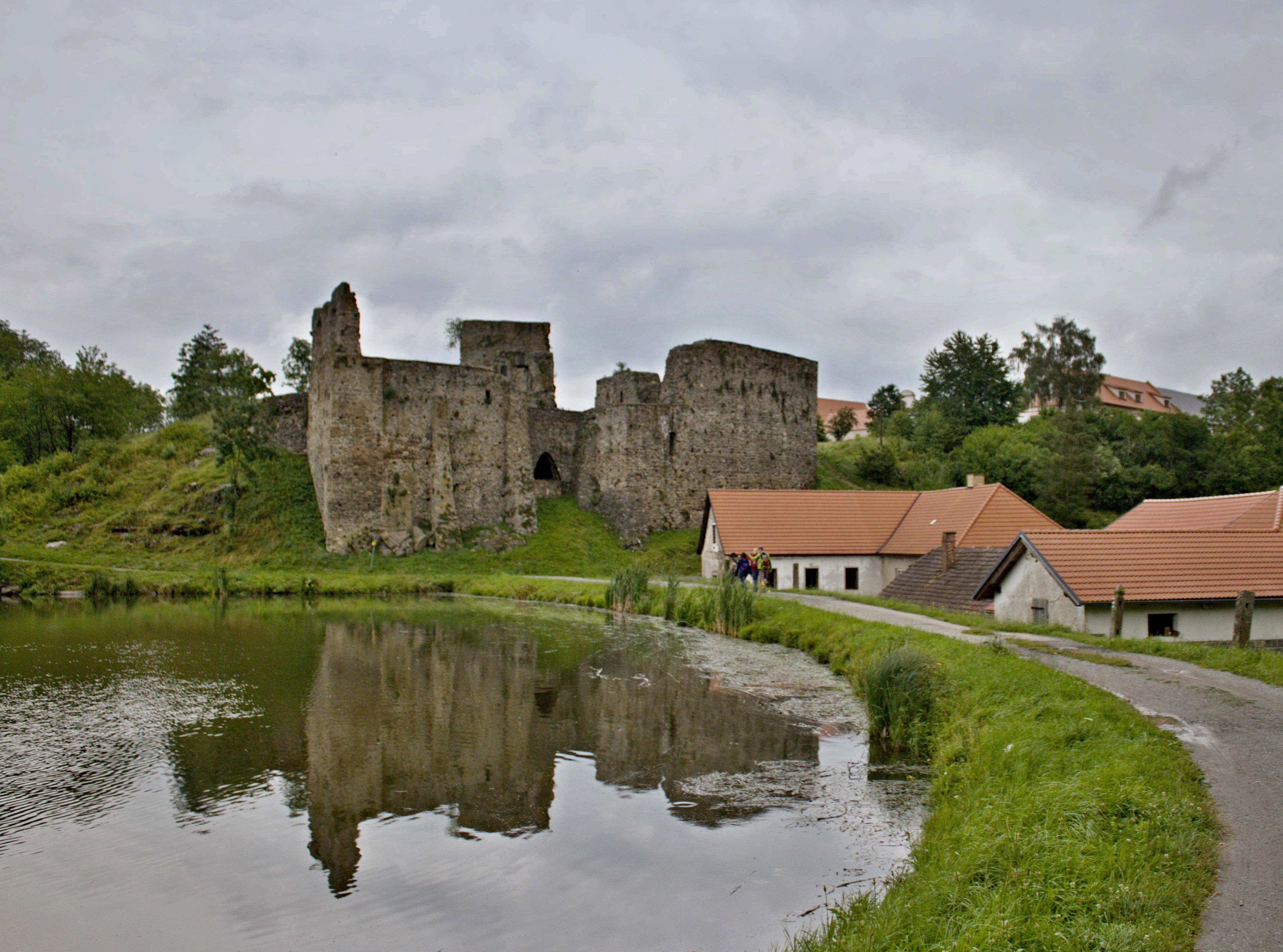
Zbytky hradu Borotína
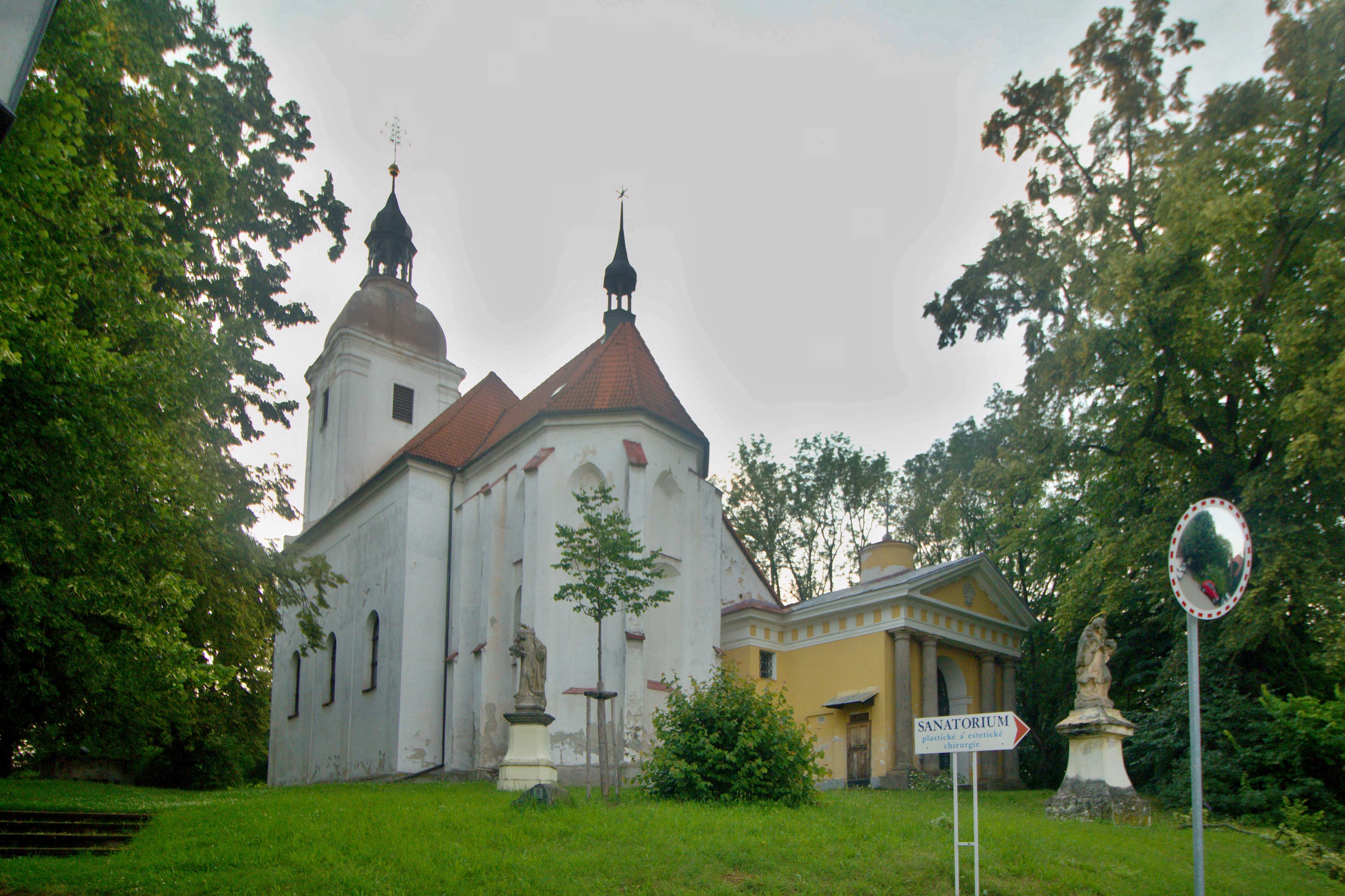
Rodová hrobka Nádherných u kostela sv. Petra a Pavla v Chotovinách
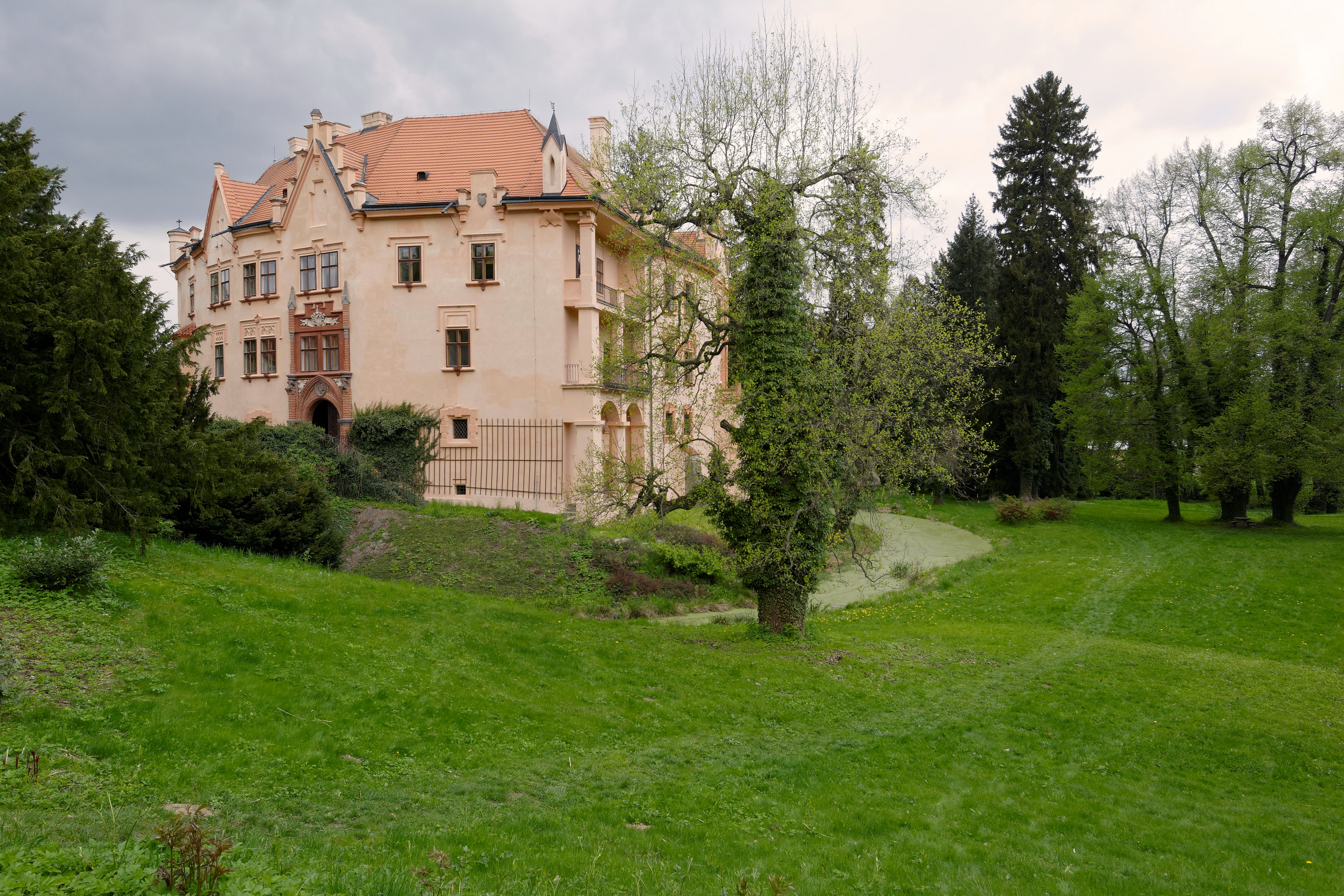
Zámek Vrchotovy Janovice

## Osobnosti rodu
- Martin (1672–1746) – mlynář, předek obou linií rodu
- Bartoloměj (1727–1805) – zakladatel starší linie
- František (1734–1804) – zakladatel mladší linie
- Jan (1772–1860) – ze starší linie, podnikatel, velkostatkář, povýšen do šlechtického stavu
- Ignác (1789–1867) – z mladší linie, vynikající lékař, prezident lékařské fakulty, rektor univerzity a c. k. ministerský rada
- Ludvík Karel (1800–1868) – ze starší linie, získal rytířský titul s predikátem “z Borutína”
- Jan (1838–1891) – ze starší linie, okresní starosta v Táboře, politik, v 2. polovině 19. století poslanec Říšské rady, povýšen do stavu svobodných pánů (baronů). Patřilo mu panství Chotoviny a Měšice
- Otmar (1840–1925) – ze starší linie, politik, poslanec Českého zemského sněmu, vybudoval zámek Jistebnice
- Karel Ludvík Nádherný z Borutína (1849–1895) – baron, získal Vrchotovy Janovice
- Jan (1884–1913) – syn Karla Ludvíka Nádherného, bratr Sidonie a Karla
- Sidonie  (1885–1950) – intelektuálka, mecenáška, milovnice umění, dcera Karla Ludvíka Nádherného, sestra Karla (dvojče) a Jana
- Karel (1885–1931) – syn Karla Ludvíka Nádherného, bratr Sidonie (dvojče) a Jana
- Ernst Julius Johann Franz baron von Nadherny (1885–1966) – rakouský herec a zpěvák, z mladší rakouské linie
- Ervín II. Nádherný z Borutína (1909–1985), signatář Národnostního prohlášení české a moravské šlechty
- Johannes Nádherný (1943–2005), restituent zámku Chotoviny

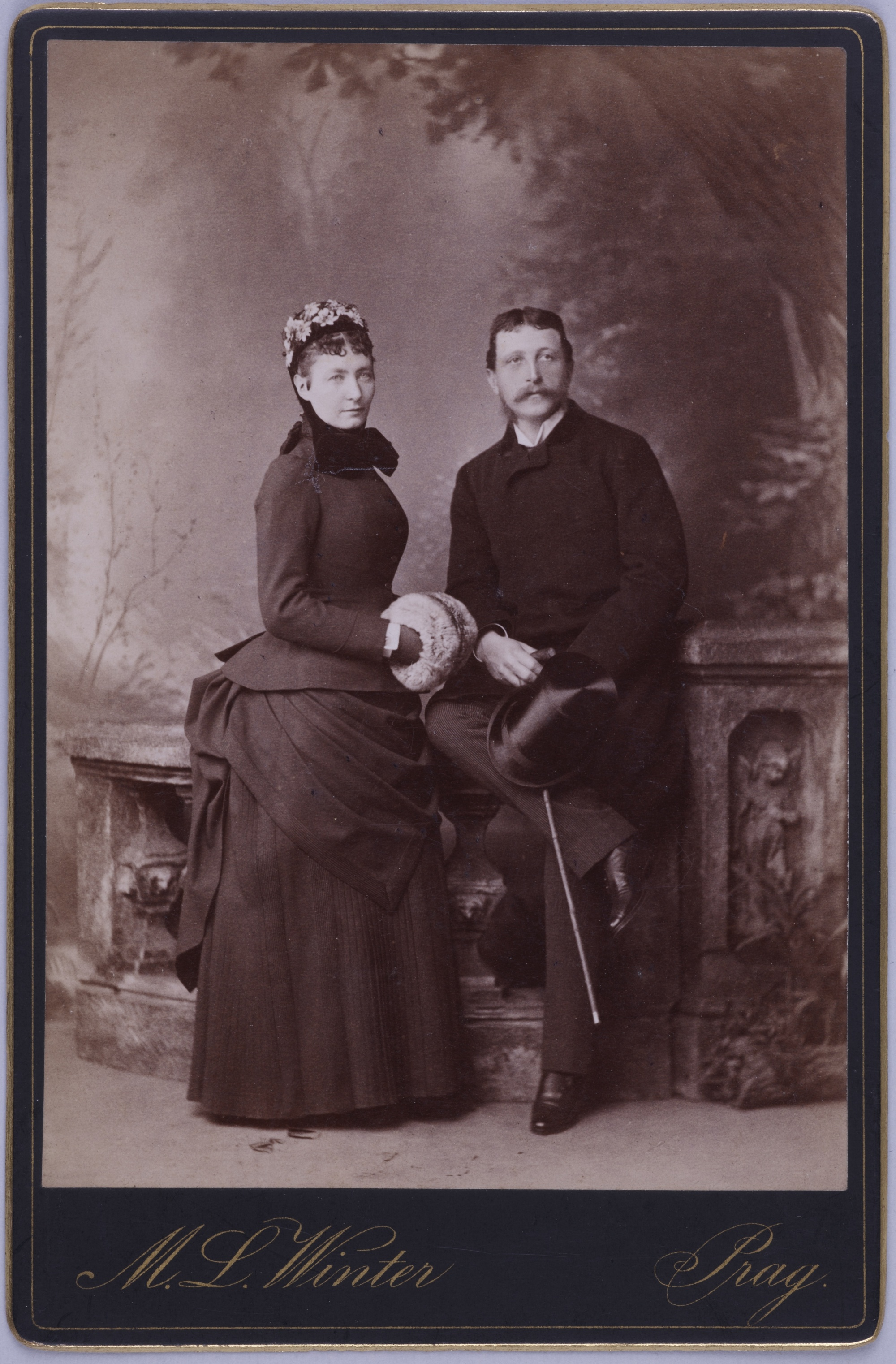
Amélie a Karel Nádherní z Borutína v roce 1885
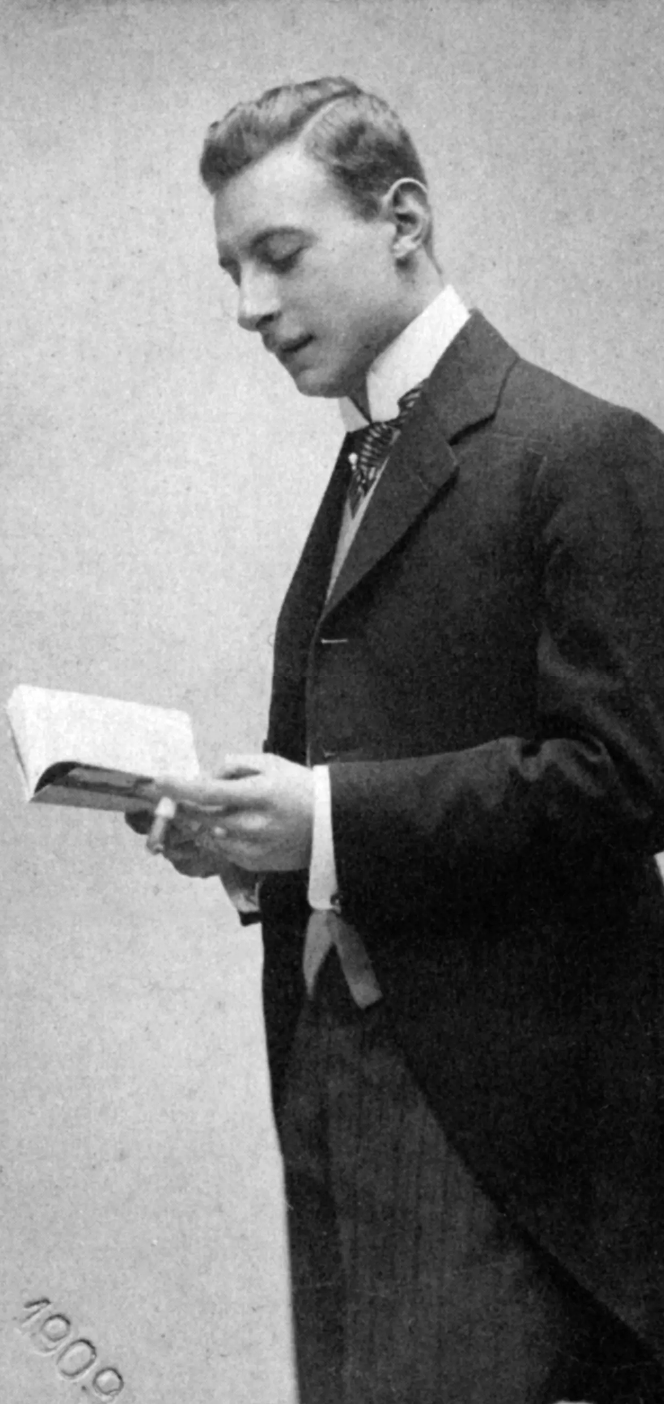
Jan Nádherný z Borutína v roce 1909
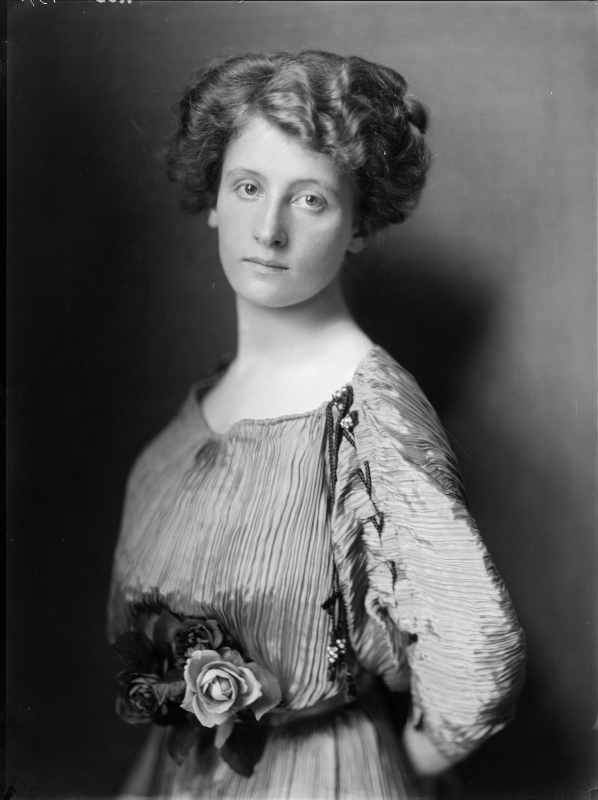
Sidonie Nádherná z Borutína v roce 1910
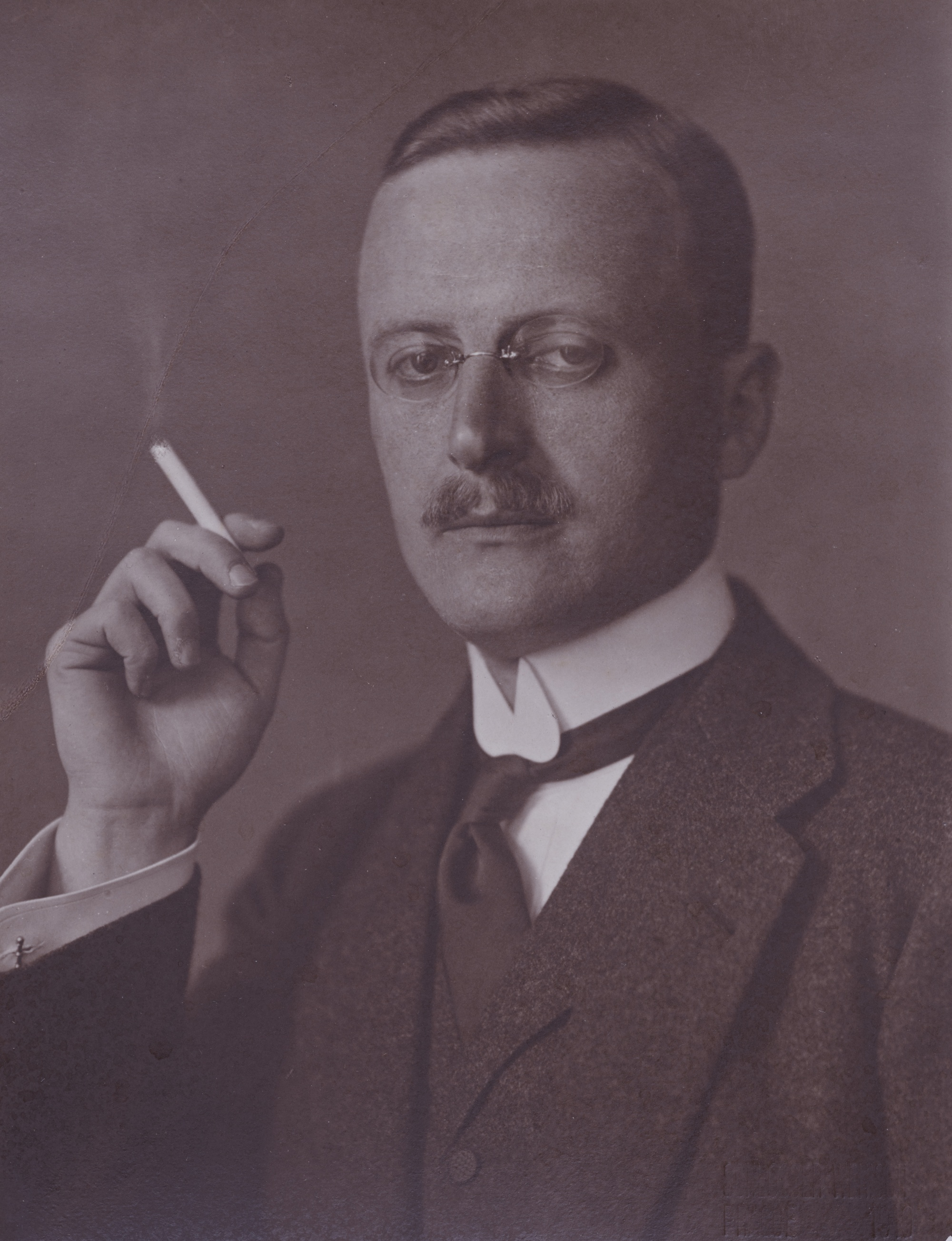
Karel (Charlie) Nádherný z Borutína v roce 1916

## Erb
Modročerveně čtvrcený štít, v prvním modrém poli je stříbrné trojvrší, jehož prostřední zašpičatělý vrch sahá k hlavě štítu a je provázený dvěma hvězdami. Druhé a třetí pole červené, s třikrát lomeným stříbrným břevnem ve tvaru širokého písmena M. Čtvrté pole modré, v něm stříbrný dvojocasý lev s červeným jazykem. Heslo rodu: SEMPER IDEM („Vždy stejný“).